# Leskovec (Celje, Slovenija)
Leskovec je naselje u slovenskoj Općini Celju. Leskovec se nalazi u pokrajini Štajerskoj i statističkoj regiji Savinjskoj. 

## Stanovništvo
Prema popisu stanovništva iz 2002. godine naselje je imalo 199 stanovnika.